# 松田隼風
松田 隼風（まつだ はやて、2003年10月2日 - ）は北海道函館市出身のプロサッカー選手。2.ブンデスリーガ・ハノーファー96所属。ポジションはDF。JFAアカデミー福島11期生。

## 来歴
2019年には第74回国民体育大会サッカー競技・少年男子で静岡県代表として出場し、優勝を果たした。2021年9月、2022年シーズンからの水戸ホーリーホック加入内定、並びに特別指定選手承認が発表された。
2023年6月8日、レギオナルリーガに所属するハノーファー96 IIへの期限付き移籍が発表された。水戸ホーリーホックとハノーファー96の間で締結された育成業務提携に基づくものとなる。
2シーズンに渡ってハノーファー96 IIで主力としてプレーしたことを受け、2025年6月19日にハノーファー96へ完全移籍し、2025年7月1日から2028年6月30日までの3年契約を締結したことが発表された。

## 所属クラブ
- 函館ジュニオールFC
- プレイフル函館フットボールクラブ
- 2016年 - 2021年 JFAアカデミー福島
  - 2021年9月 - 同年12月  水戸ホーリーホック（特別指定選手）
- 2022年 - 2025年6月  水戸ホーリーホック
  - 2023年7月 - 2025年6月  ハノーファー96 II（期限付き移籍）
- 2025年7月 -   ハノーファー96

## 個人成績
| 国内大会個人成績 | 国内大会個人成績 | 国内大会個人成績 | 国内大会個人成績 | 国内大会個人成績 | 国内大会個人成績 | 国内大会個人成績 | 国内大会個人成績 | 国内大会個人成績 | 国内大会個人成績 | 国内大会個人成績 | 国内大会個人成績 |
| 年度             | クラブ           | 背番号           | リーグ           | リーグ戦         | リーグ戦         | リーグ杯         | リーグ杯         | オープン杯       | オープン杯       | 期間通算         | 期間通算         |
| 年度             | クラブ           | 背番号           | リーグ           | 出場             | 得点             | 出場             | 得点             | 出場             | 得点             | 出場             | 得点             |
| 日本             | 日本             | 日本             | 日本             | リーグ戦         | リーグ戦         | リーグ杯         | リーグ杯         | 天皇杯           | 天皇杯           | 期間通算         | 期間通算         |
| ---------------- | ---------------- | ---------------- | ---------------- | ---------------- | ---------------- | ---------------- | ---------------- | ---------------- | ---------------- | ---------------- | ---------------- |
| 2022             | 水戸             | 47               | J2               | 12               | 0                | -                | -                | 0                | 0                | 12               | 0                |
| 2023             | 水戸             | 26               | J2               | 8                | 1                | -                | -                | 0                | 0                | 8                | 1                |
| ドイツ           | ドイツ           | ドイツ           | ドイツ           | リーグ戦         | リーグ戦         | リーグ杯         | リーグ杯         | DFBポカール      | DFBポカール      | 期間通算         | 期間通算         |
| 2023-24          | ハノーファーII   | 3                | レギオナル       | 28               | 3                | -                | -                | 0                | 0                | 28               | 3                |
| 2024-25          | ハノーファーII   | 3                | 3.リーガ         | 34               | 1                | -                | -                | 0                | 0                | 34               | 1                |
| 通算             | 日本             | 日本             | J2               | 20               | 1                | -                | -                | 0                | 0                | 20               | 1                |
| 通算             | ドイツ           | ドイツ           | レギオナル       | 28               | 3                | -                | -                | 0                | 0                | 28               | 3                |
| 通算             | ドイツ           | ドイツ           | 3.リーガ         | 34               | 1                | -                | -                | 0                | 0                | 34               | 1                |
| 総通算           | 総通算           | 総通算           | 総通算           | 82               | 5                | -                | -                | 0                | 0                | 82               | 5                |

- 2021年 特別指定選手としての公式戦出場無し

## 代表・選抜歴
- 2019年 国体少年男子・静岡県[7]
- 2019年 U-16日本代表[8]
- 2020年 U-17日本代表[9]
- 2022年 U-19日本代表
- 2023年 U-20日本代表
  - AFC U20アジアカップ（2023年）
  - FIFA U-20ワールドカップ